# Kasyno wojskowe ułanów w Toruniu
Kasyno wojskowe ułanów w Toruniu – dawne kasyno wojskowe położone przy ul. Adama Mickiewicza 121 w Toruniu. Budynek powstał ok. 1910 roku i pierwotnie pełnił funkcję kasyna wojskowego dla ułanów. W latach 1920–1939 budynek pełnił także funkcję kasyna wojskowego dla oficerów wojska polskiego. W 1959 roku w budynku ulokowano Studium Wojskowe Uniwersytetu Mikołaja Kopernika w Toruniu, działające do 1991 roku. Od 2013 roku w budynku mieści się siedziba Zakładu Plastyki Intermedialnej działającego w strukturze Instytutu Artystycznego, wchodzącego w skład Wydziału Sztuk Pięknych Uniwersytetu Mikołaja Kopernika w Toruniu.